# Ушкаленко Олександр Анатолійович
Ушкаленко Олександр Анатолійович (нар. 2 серпня 1964, сел. Угроїди, Краснопільський район, Сумська область) — Майстер спорту України міжнародного класу, триразовий чемпіон світу з лижних перегонів (1983, 1984), учасник Олімпійських ігор у Нагано (Японія) 1998 року, старший викладач кафедри спортивних дисциплін та фізичного виховання Інституту фізичної культури Сумського державного педагогічного університету ім. А. С. Макаренка.

## Навчання
Народився 2 серпня 1964 року в селищі Угроїди Краснопільського району, Сумської області.
Навчався у Краснопільській середній школі № 2. У 1981 О. Ушкаленко вступив до Сумського державного педагогічного інституту імені А. С. Макаренка. Зараз навчається у аспірантурі на кафедрі теорії і методики фізичної культури у рідного вузу

## Чемпіонство
Будучи студентом факультету фізичного виховання Сумського педагогічного інституту, О.Ушкаленко, у 1983 році успішно виступив на юніорському чемпіонаті світу з лижних перегонів, який проходив у фінському місті Куопіо: завоював золоту медаль на 15-кілометровій дистанції й став чемпіоном в естафеті 3х10 км. Повторив чемпіонство і наступного 1984 року.
Він тричі ставав чемпіоном світу з лижних перегонів серед молоді та один раз — бронзовим призером. В естафетній команді виступав разом з лижниками Володимиром Смирновим та Олексієм Прокуроровим. Був вісім років членом збірної команди Радянського Союзу.
У 1988 році на шість років залишив великий спорт. Почав працювати викладачем у Сумському педагогічному інституті.
У 1994 році посів третє місце на чемпіонаті України в Сумах. Як член збірної України, брав участь в зимових Олімпійських іграх у Нагано (Японія) в лютому 1998 року